# Danzig 4
Danzig 4p es el cuarto disco de la banda Danzig, lanzado en 1994 por el sello American Recordings.
Es un álbum denso, crudo y siniestro, con tintes industriales. Los temas destacados son "CantSpeak" (una melodía extraña: la guitarra que sirve de base fue mezclada al revés), "Little Whip", "Until you call on dark" y "I Don't Mind the Pain".
En el sonido se pueden encontrar cambios en las guitarras y los arreglos que hacen notar un pequeño giro hacia lo industrial, pero sin dejar de ser Danzig. El incipiente interés de Glenn por el sonido industrial queda plasmado en "Sadistikal". 
Tras grabar este álbum, Chuck Biscuits abandonó la banda. Poco después lo hicieron Eerie Von y John Christ. Así, Glenn comenzó a experimentar con nuevos sonidos, en especial de tipo industrial, que dieron el nacimiento al disco Blackacidevil y nada tiene que ver con su anterior material. 

## Lista de canciones
Todos los temas fueron escritos por Glenn Danzig.
1. Brand New God – 4:29
2. Little Whip – 5:10
3. Cantspeak – 4:06
4. Going Down to Die – 4:59
5. Until You Call on the Dark – 4:24
6. Dominion – 4:13
7. Bringer of Death – 4:40
8. Sadistikal – 5:07
9. Son of the Morning Star – 5:04
10. I Don't Mind the Pain – 4:45
11. Stalker Song – 5:48
12. Let It Be Captured – 5:16
Pista oculta seguida de 54 pistas con silencio:
66. Invocation – 2:59

## Créditos
- Glenn Danzig - voz
- Eerie Von - bajo
- John Christ - guitarra
- Chuks Biscuits - batería

## Producción
- Producción artística: Glenn Danzig y Rick Rubin
- Grabación: en Record Plant y Hollywood Sound Recorders
- Ingeniero de grabación: Jim Scott y Ken Lomas
- Masterizado: Stephen Marcussen
- Fotografía: Dirk Walter

- Datos: Q3492193